# Jacopo Zabarella

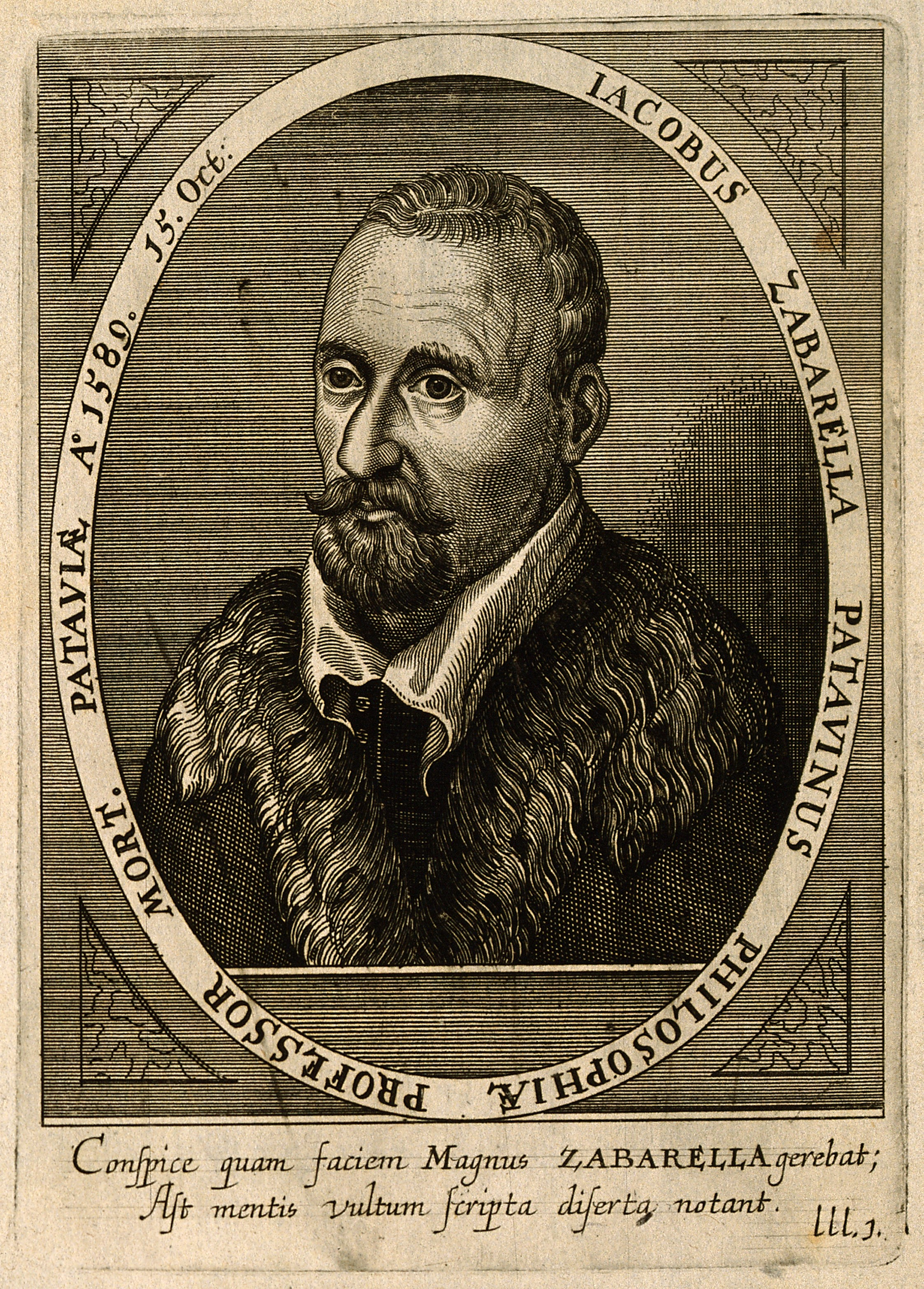
Jacopo Zabarella.

Jacopo (eller Giacomo) Zabarella (latin Jacobus Zabarellus), född den 5 september 1533 i Padua, död där den 15 oktober 1589, var en italiensk filosof.
Zabarella är en av de mest betydande representanterna för den aristoteliska skolan i Padua. I sina logiska skrifter, som blev mycket utbredda och allmänt nyttjade läroböcker, framställer han logiken som en instrumentell vetenskap, då den behandlar de under kunskapsinhämtandet utvecklade begreppen, men då det logiska medvetandet bestämmer det vetenskapliga tänkandet, kallar han omvänt detta för använd logik. Kunskapsinhämtandet skrider metodiskt fram, dels från en känd orsak till dess verkan, den kompositiva metoden, dels från verkan till orsak, den resolutiva metoden. Zabarella har sålunda skarpt avgränsat induktion och deduktion från varandra och tillika klart bestämt de två metodernas ömsesidiga avhängighet. Hans verk är ett mycket viktigt led i utvecklingen av metoden i den nya vetenskap, som i full klarhet möter oss hos Galilei och Descartes. Det medvetna kunskapsinhämtandets verkan i individens själ är en verkan av förståndet, som är den princip, som formar materian och sålunda betingar det tänkande väsendet, principen som är identisk med själva den förste röraren av alltet. Denne förste rörare är evig, liksom hela världsalltet, som genom sin eviga rörelse frambringar värme, som ger allting liv, och liksom den förste röraren själv är utan materia, men framkallar liv och verkan i materien, sålunda verkar han också, när den individuella själ, som är en utstrålning av hans väsen, formar materien och blir till en tänkande individ. Sålunda berör Zabarella frågorna om världens evighet och själens odödlighet på ett sätt, som inte kan bringas i överensstämmelse med kyrkans lära, men han avvisar divergensen med att enligt tidens sed hänvisa till, att teologin lär oss tillräckligt om dessa frågor, som det inte är filosofins uppgift att förena med uppenbarelsen. Zabarella har, liksom Pomponazzi, stor betydelse också för att lägga grunden till den nyare psykologin genom de ingående undersökningar av kunskapens väsen, som hans tänkande för honom in i. Det saknas ännu en modern, samlad utgåva av hans verk, bland vilka en kommentar till Aristoteles psykologi är av stor vikt. Av äldre utgåvor kan nämnas  Opera, I—V (Leiden 1587), Opera logica (Basel 1594), Opera philosophica (1623).